# Dororon Enma-kun
Dororon Enma-kun (jap. ドロロンえん魔くん) ist eine Reihe von Manga-Serien und Animes, erdacht vom japanischen Zeichner Gō Nagai, deren erstes Werk 1973 erschien. 2006 entstand der Ableger Kikōshi Enma, der sich an ein älteres Publikum richtet und in dem die Charaktere keine Kinder mehr, sondern Erwachsene sind.

## Inhalt
Einige der Dämonen auf der Erde folgen nicht den Regeln, die ihnen die Hölle aufgibt, sondern planen den König der Unterwelt zu stürzen. Dieser schickt daraufhin seinen Neffen Enma (えん魔), um das Problem zu lösen. Enma tut sich mit Yukiko (雪子姫), Tochter der Schneeprinzessin, und dem Kappa Kapaeru (カパエル) zusammen. Gemeinsam kommen sie beim Grundschüler und Mangafan Tsutomu (ツトム) unter und jagen die abtrünnigen Dämonen. Dabei hilft ihnen Enmas magischer Hut Chappoji (シャポーじい), der aber oft auch gefährliche Ratschläge gibt.

## Manga-Veröffentlichungen
Der erste Manga erschien im an ein jugendliches, männliches Publikum gerichteten Magazin Weekly Shōnen Sunday des Verlags Shōgakukan von 30. September 1973 bis 31. März 1974. Die Serie wurde zunächst zusammengefasst in drei Bänden veröffentlicht. Es folgten diverse Neuauflagen, später auch in zwei Bänden, und schließlich eine Version als E-Book. Zur gleichen Zeit wie die Originalserie, vor allem ab Oktober 1973, erschienen neun weitere Serien in an Kinder gerichteten Magazinen des Verlags. Diese wurden zwar auch von Go Nagai geschrieben, jedoch bis auf eine Ausnahme nicht von ihm gezeichnet. Tsutomu Oyamada zeichnete fünf der Serien, Tadashi Makimura, Ken Ishikawa, Yoshimi Hamada und Mitsuru Hiruta jeweils eine.
1978 erschien mit Enma Jigoku erstmals wieder ein Manga der Reihe, geschrieben und gezeichnet von Go Nagai. Sie wurde vom Verlag Asahi Sonorama in dessen Magazin Manga Shōnen veröffentlicht. 1992 und 1993 folgte Doki Doki! Enma-kun, gezeichnet von Koichi Hagane. Dieser erschien wieder bei Shogakukan, im Magazin Coro Coro Comic. Von Dezember 2000 bis Juni 2001 kam bei Sanwa Publishing im Magazin Monthly YoungMan die Serie Dororon Enbi-chan heraus. Im Juli 2010 erschien im Business Jump von Shūeisha Enma vs: Dororon Enma-kun Gaiden von Masaki Segawa. Als bislang letzter Manga folgte von November 2010 bis April 2011 Shururun Yukiko Hime-chan feat. Dororon Enma-kun, das im Young Ace von Kadokawa Shoten erschien und von Sae Amatsu gezeichnet wurde.
2006 erschien außerdem der Ableger Kikōshi Enma, geschrieben und gezeichnet ebenfalls von Go Nagai, der sich an ein älteres Publikum richtet.

## Animes
Eine erste Anime-Fassung des Manga kam fast zeitgleich mit der Manga-Veröffentlichung am 4. Oktober 1973 ins japanische Fernsehen. Die Ausstrahlung der Serie bei Fuji TV endete am 28. März 1974. Die Serie entstand unter der Regie von Kimio Yabuki, Keisuke Morishita, Takeshi Shirato, Fusahito Nagaki, Tomoharu Katsumata und Tetsu Dezaki bei Tōei Animation, Drehbuch schrieben Masaki Tsuji, Shun'ichi Yukimuro und Tadaaki Yamazaki. Das Charakterdesign entwarf Takeshi Shirado und der künstlerische Leiter war Toshio Fukumoto.
2006 erschien ein neuer Anime unter dem Titel Kikōshi Enma (鬼公子炎魔) als vierteilige Original Video Animation, der auf dem Manga-Ableger aus dem gleichen Jahr basiert. Bei der Produktion von Studio Brain’s Base führte Mamoru Kanbe Regie.
Eine Neuverfilmung der alten Animeserie kam 2011 ins japanische Fernsehen. Die 12 Folgen lange Serie wurde unter der Regie von Yoshitomo Yonetani bei Brains Base produziert. Die Drehbücher wurden geschrieben von Hiroaki Kitajima und Yoshitomo Yonetani, Takahiro Kimura war verantwortlich für das Charakterdesign und Takashi Nakamura war künstlerischer Leiter. Die Erstausstrahlung geschah vom 7. April 2011 bis zum 23. Juni 2011 beim Sender MBS. Mit ein bis mehreren Tagen Versatz folgten Ausstrahlungen bei AT-X, TBS, TV Aichi und TVQ.

### Synchronsprecher
| Rolle       | Japanische Stimme (Seiyū) 1973 | Japanische Stimme 2011 |
| ----------- | ------------------------------ | ---------------------- |
| Enma-kun    | Masako Nozawa                  | Kappei Yamaguchi       |
| Yukiko Hime | Sumie Sakai                    | Mamiko Noto            |
| Kapaeru     | Kaneta Kimotsuki               | Takehito Koyasu        |
| Tsutomu     | Takako Kondo                   | Rumi Shishido          |
| Chappoji    | Jumpei Takiguchi               | Minoru Inaba           |

### Musik
Der Vorspanntitel des ersten Animes, Dororon Enma-kun, sowie das Abspannlied Be Careful of Ghosts wurden gesungen von Chika Nakayama und komponiert von Asei Kobayashi. Der Vorspann der neuen Animeserie wurde unterlegt mit dem Lied Tama Mera Mera Icchō Celsius! (魂メラめら一兆℃!) von Masaaki Endō und den Moon Riders. Die Abspannlieder der neuen Serie sind:
- Minna Kutabaru Sā Sā Sā (みんなくたばるサァサァサァ) von den Moon Riders, featuring yoko
- Jidai (時代) von Mamiko Noto und Ayako Kawasumi
- Mata Au Hi Made (また逢う日まで) von Mamiko Noto und Ayako Kawasumi

Die Musik für die Animeserie von 2011 stammt von Keiichi Suzuki und den Moonriders.